# Stenobothrus bolivarii
Stenobothrus bolivarii is een rechtvleugelig insect uit de familie veldsprinkhanen (Acrididae). De wetenschappelijke naam van deze soort is voor het eerst geldig gepubliceerd in 1876 door Brunner von Wattenwyl.